# Déité
Dans le contexte de la philosophie mystique d'obédience ou de tradition chrétienne, la déité est ce par quoi Dieu est, autrement dit, le fondement de son être, son principe. La déité est généralement décrite comme l'Un au-delà de la Trinité, la nature absolument originelle qui préside à l'engendrement du Multiple (les trois Personnes de la Trinité, le Créateur et sa création, les « étants »).
Considérée comme la racine ou la source de l'être, la déité renvoie le plus souvent à un « au-delà » qui n'est pas de l'ordre d'un ailleurs, à un « sans-lieu » qui, tel un horizon, se retire à mesure que l'on avance en sa direction. La métaphore de l'abîme sans fond est souvent utilisée pour en décrire le caractère négatif, que ce soit sur le plan gnoséologique – en tant qu'elle échappe par nature à la connaissance –, ou sur le plan ontologique, lorsqu'elle est envisagée comme un préalable à toute existence. 
Parfois identifiée à l'être en tant que tel, la déité peut à l'inverse être rapprochée du néant au sens où elle précède l'existence même. Puissance active impersonnelle, la déité ne fait pas l'objet d'un culte mais invite à la méditation ou à la spéculation religieuse, notamment chez les penseurs mystiques et romantiques.
Plus largement, le mot « déité » peut également être un synonyme de « divinité ».

## Scolastique médiévale
À partir des textes de saint Augustin et de Boèce, concernant spécialement la Trinité, se développe au XIIe siècle une réflexion théologique sur la nature de Dieu, autrement dit, sur sa « divinité » ou « déité ». Une phrase de saint Augustin en particulier suscite nombre de commentaires : « Le Père est le principe de la Divinité, mieux, de la Déité ». 
Dans ses Commentaires sur Boèce, l'évêque Gilbert de la Porrée, théologien et philosophe affilié à l'école néoplatonicienne de Chartres, introduit une nouveauté dans cette réflexion en identifiant le couple Dieu/déité au couple du id quod est et du quo est, du « ce qui est » et du « ce par quoi cela est », hérité de Boèce. Tandis que le id quod est recouvre la diversité des propriétés ou choses qui existent (les « étants »), et est de ce fait affecté par le multiple, le quo est traduit l'essence simple et commune, le principe universel (l'« être » ou l'« origine »), de ces propriétés ou choses. Dieu est ainsi distingué formellement de sa déité, de son principe (quo est) : il y a en Dieu un principe unique, non trinitaire, en raison duquel et selon lequel il est Dieu,. Mais une telle distinction, affirme Gilbert de la Porrée, ne peut être posée comme réelle en Dieu, qui reste en lui-même un et simple. Elle n'est qu'une distinction formelle, conceptuelle.

## Mystique rhénane

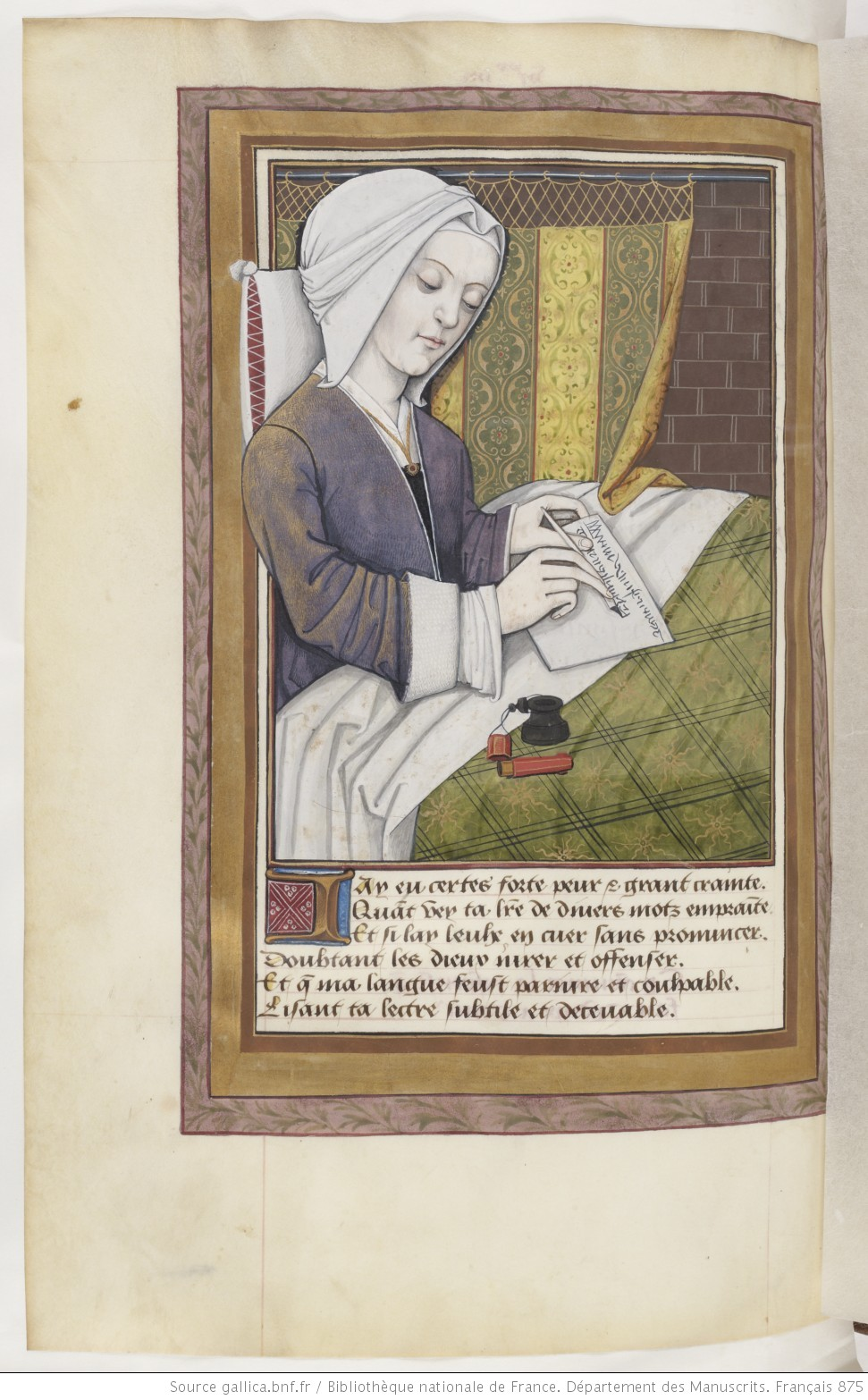
Mathilde de Magdebourg, béguine du XIIIe siècle.

C'est dans les pays de langue allemande, à la fin du Moyen Âge, que l'approche mystique de la déité – entendue sous le terme de Gottheit – trouve son expression la plus élaborée jusque-là. La déité y est interprétée de façon paradoxale comme un gouffre ou un abîme sans fond, appelé Ungrunt (plus tard orthographié Ungrund), d'où jaillit la lumière divine identifiée au Créateur et à l'être intelligible. Associée ainsi aux thèmes de l'obscurité, de la profondeur, de l'infini et de la lumière, la notion de déité commence à s'affirmer au sein de la littérature mystique allemande dès les XIIe et XIIIe siècles. On peut la trouver notamment dans l'œuvre des mystiques féminines de Rhénanie ou de Flandres, appelées béguines.
La béguine Mathilde de Magdebourg, par exemple, parle vers 1250 de « la Lumière ruisselante de la Déité », puis décrit Dieu comme un cercle dont « la partie la plus basse […] est un bastion sans fond ». Son essai de définition sonne de ce fait comme un oxymore, où lumière jaillissante et profondeur obscure semblent se confondre. On trouve un discours équivalent chez la béguine Marguerite Porete, brûlée en 1310 à Paris, alors même que Maître Eckhart y séjourne. Cependant, ni Mathilde de Magdebourg ni Marguerite Porete ne thématisent vraiment l’idée de déité. Toutes deux, en effet, s'en tiennent à la description d'une expérience personnelle. Ce n'est qu'avec Maître Eckhart que la déité prend une tournure conceptuelle, en un sens qui restera néanmoins paradoxal.

## Maître Eckhart
Jean Eckhart, dit Maître Eckhart, dominicain et philosophe mystique allemand du début du XIVe siècle, est le premier auteur de la tradition mystique à distinguer de façon explicite entre Dieu (Gott) – qui est le Dieu trinitaire, Dieu vivant de la dévotion, accessible à l'intellect humain – et la Déité (Gottheit), l’essence divine indivisible, comparable à l'Un des néoplatoniciens, à la fois inconnaissable et inconcevable. Eckhart identifie la Déité au principe même de l'existence. 

### La Déité comme au-delà de Dieu
C'est sous l'influence du néoplatonisme qu'Eckhart en vient à concevoir la Déité comme « l'Un » dont tout procède, l'essence ou le principe divin en soi inconnaissable, que l'on ne peut évoquer que par négation en écartant toute multiplicité. Les trois éléments de la Trinité (Père, Fils et Saint-Esprit) se dissolvent chez lui dans ce principe. Eckhart dit ainsi de Dieu (dans le sens de déité) qu'il est « simplement Un, sans quelque mode ni propriété : là il n’est dans ce sens ni Père ni Fils, ni Esprit Saint et est pourtant un quelque chose qui n'est ni ceci ni cela ». C’est en quelque sorte Dieu au-delà de Dieu,. La Déité excède en effet Dieu lui-même. Ce dernier dépend de la Déité comme une créature dépend de son propre fond. « Dieu » est pour Eckhart le Créateur de toute chose, il est le Dieu de lumière et l’objet d’une connaissance positive ; mais il est second par rapport à la Déité d'où il émane.
Chez Maître Eckhart, la Déité est du côté du « pur acte », sans état propre ni nature arrêtée . Elle « n’est pas » à proprement parler car, étant à l'origine de toute chose, elle ne fut jamais créée. Elle est pourtant la réalité même, réalité indicible sur laquelle l’intellect humain vient buter, et la voie théologique doit ici laisser la place à la voie mystique, qui travaille à se défaire de toute connaissance pour aller vers l'expérience du divin.

### La voie mystique de l'Abgrunt
Théorisée pour la première fois par Maître Eckhart, la voie mystique de l' Abgrunt (abîme) porte à l'extrême la théologie négative. Elle invite la créature à rejoindre Dieu dans son infinité, à retrouver ce qu'elle était elle-même avant toute création. À cette fin, l'âme humaine doit découvrir en elle ce qui est « capable de Dieu », c'est-à-dire son fond originel (Grunt), non séparé de l'être divin et existant avant toute création. Ce n'est que par cette voie intérieure qu'elle peut atteindre son « Un » transpersonnel qui ne fait plus qu'un avec l'Unité divine. Arrivée à ce terme, elle coïncide alors avec Dieu et participe à son infinité. L'infinité de Dieu, sa Déité, réside au fond de tout être, mais elle est elle-même comme un abîme sans fond.
Raison ou principe de toute chose, source unique de la « Lumière », la Déité se présente pourtant à l'homme comme un principe irrationnel, comme un abîme obscur aux profondeurs impénétrables. Mais cette négativité apparente de la Déité n'en constitue pas une caractérisation ontologique. En elle-même, la Déité est au contraire une réalité infinie, sans limite aucune, et c'est en ce sens seulement qu'elle reste inaccessible aux lumières de l'esprit, se dérobant à lui chaque fois qu'il tente de la saisir par un concept ou une image. La métaphore de l'abîme n'est donc pas celle de la négation de l'être en Dieu. Au contraire, loin de signifier une quelconque vacuité de Dieu, elle révèle sa parfaite surabondance, au regard de laquelle la créature n'est plus que néant, et son esprit, plus qu'obscurité.

## Böhme

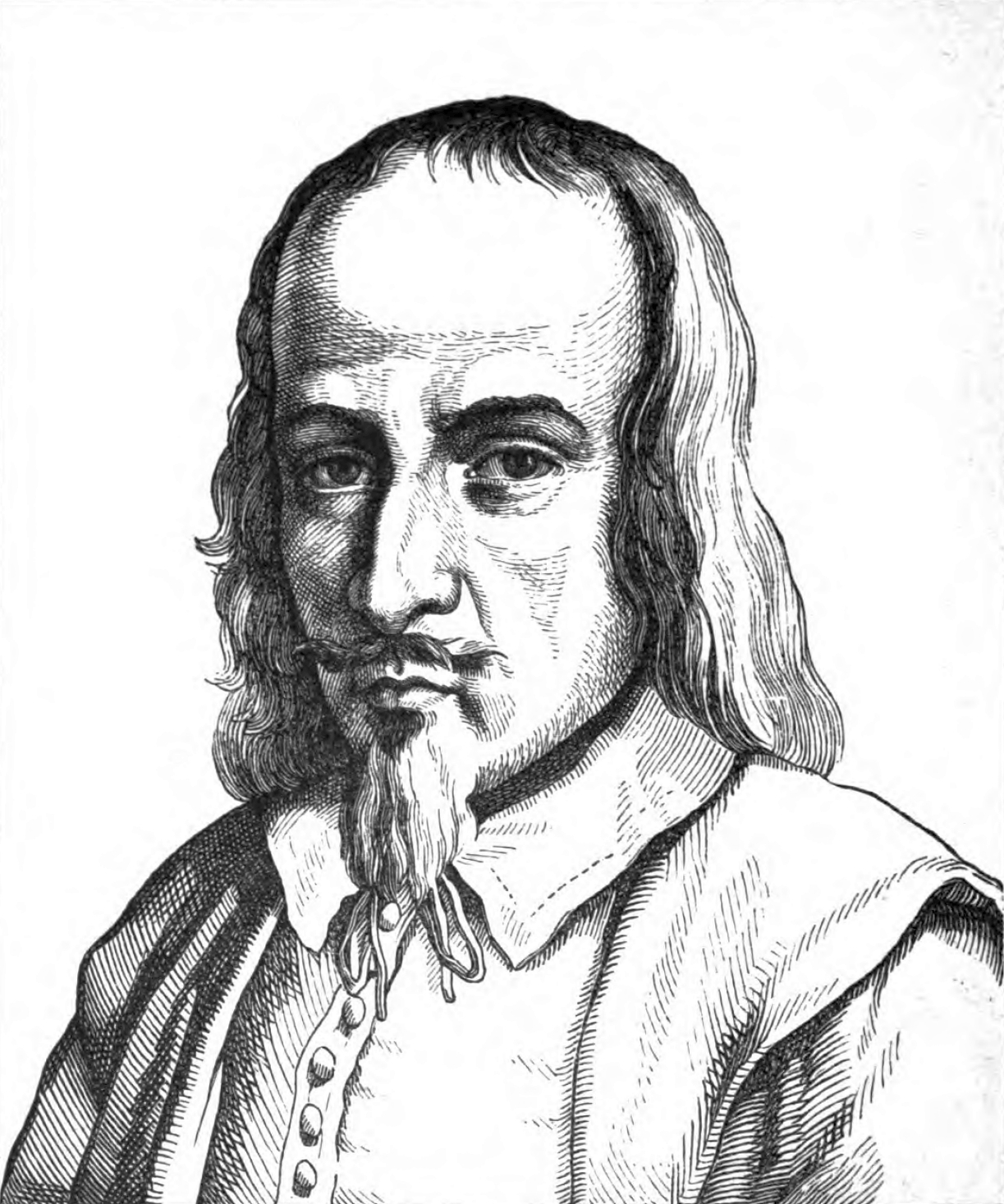
Jacob Böhme, dit le « philosophe teutonique ».

Dans les deux premières décennies du XVIIe siècle, le penseur mystique allemand Jacob Böhme développe une forme de théosophie qui exercera une profonde influence sur la théosophie chrétienne et la philosophie romantique. La déité est chez lui associée au néant primordial et au désir d'existence.

### Une réalité «suressentielle»
Böhme développe tout au long de son œuvre une cosmogonie mystique qui présente un certain nombre d'analogies avec la Kabbale. Elle semble avoir été influencée par le livre du Zohar ainsi que par les kabbalistes chrétiens de la Renaissance. Elle s'apparente à la théologie négative la plus rigoureuse, puisque l'abîme de Dieu (Ungrund), ou Déité (Gottheit), y apparaît comme une pure transcendance, sans rapport avec le monde et au-delà même de Dieu, qu'il précède absolument. Cette notion ne doit pas être confondue avec le Dieu chrétien, qui est le Dieu personnel et trinitaire, objet de culte, tandis que la déité est objet de spéculation ou de méditation.
L'Ungrund (souvent traduit en français par l'expression « Sans-Fond ») est au cœur de la pensée de Jacob Böhme. Synonyme d'Un, l'Ungrund est semblable en ce sens au Grunt de Maître Eckhart. Il est « l'Unus, en tant qu'Un éternel ». Comme dans le néoplatonisme ou la doctrine de Maître Eckhart, l'Un constitue pour Böhme le principe métaphysique originel, le « fondement de toute chose ». Sa pensée théologique se formule ainsi dans les termes d'une hénologie, d'une pensée de l'Un. L'Ungrund böhmien ne saurait être par conséquent une « divinité » au sens d'un individu de type divin ; il peut en revanche être décrit comme « déité », c'est-à-dire comme une réalité « suressentielle » (au-delà de toute essence particulière), comparable à l'Unité divine qui est au-dessus de Dieu chez les chrétiens néoplatoniciens, ou à la Gottheit (« Déité ») de Maître Eckhart.

### Le «Dieu-Néant»
Il existe cependant une différence notable entre l'hénologie de Böhme et celle de Maître Eckhart : contrairement à l'Un eckhartien, qui est l'être même dans sa pureté originelle, l'Un a pour Böhme un caractère intrinsèquement négatif. En effet, bien que ce soit lui qui rende la pensée possible, il est non seulement lui-même impossible à penser, mais il se soustrait à toute positivité. En ce sens, il est équivalent au Non-être ou au Néant, et l'hénologie böhmienne se fait ici théologie négative au sens le plus fort : « Dieu a fait toutes choses du Néant, et Il est lui-même ce Néant » déclare ainsi Böhme. Le « Dieu-Néant » est la Déité, le tout premier principe à l'origine même de l'être, et donc de Dieu.
Le scénario à la fois théogonique et cosmogonique suggéré par Böhme est le suivant. Le propre du néant étant de manquer de tout, il aspire à être : une racine de désir d'existence – origine du vouloir-vivre – germe alors au fond de lui. Sous l'effet d'une décision première, une étincelle d'existence s'allume, faisant jaillir la lumière des ténèbres, l'être du non-être. Par un processus évolutif ultérieur, c'est la divinité originelle qui prend peu à peu conscience de sa propre réalité. Et puisqu'elle réalise tout ce qu'elle conçoit, cette entité divine devient progressivement le Dieu créateur du monde. Le monde apparaît au cours d'un processus dialectique où le pôle positif de la réalité se développe à l'envers du pôle négatif de la déité, et à sa suite.

## Théosophie, romantisme

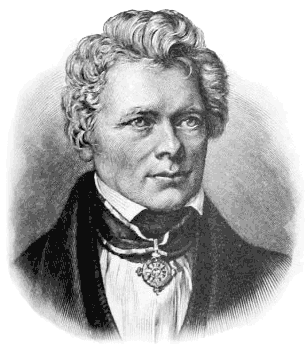
Friedrich Wilhelm Joseph von Schelling.

À l'époque du romantisme allemand, au tournant des XVIIIe et XIXe siècles, on redécouvre les textes de Maître Eckhart et de Jacob Böhme. C'est en s'imprégnant de l'œuvre de Böhme, dont il a pris connaissance par l'intermédiaire du théosophe von Baader, que Schelling fonde sa propre théosophie. La déité constitue pour lui comme pour Böhme l'arrière-plan de l'être, que l'on ne peut entrevoir que par la voie du sentiment religieux ou esthétique, nullement par l'entendement. L'apophatisme de la théosophie schellingienne ne consiste cependant pas, comme cela a pu être le cas chez Böhme, en une identification de la déité au néant ; il indique seulement qu'il est inadéquat d'utiliser vis à vis de la déité la catégorie métaphysique de l'être, ou quelle que catégorie que ce soit. La déité en effet n'est pas « un être » saisissable par une représentation, comme l'avait déjà compris Eckhart : elle possède le statut indéterminé d'« Étant absolu ». L'Étant absolu est l'existence affranchie de l'essence, le fait d'être de façon absolue et suressentielle, dans la « liberté » pure, en deçà ou delà de toute détermination. 
Ce point de vue anti-intellectualiste et existentialiste sur le divin sera repris par Kierkegaard, qui a suivi les cours de Schelling à Berlin, puis par l'existentialisme chrétien, notamment russe (Berdiaev, Chestov).

## Heidegger
Martin Heidegger a longuement étudié les œuvres de saint Augustin, de Maître Eckhart et de Schelling, ainsi que celles des mystiques allemands et des auteurs romantiques, qu'il a commentées et réinterprétées dans le cadre de sa propre philosophie (de son « onto-théologie » en particulier). Leur influence sur sa pensée est aujourd'hui reconnue. 
Selon Heidegger, au lieu de penser l'« être » (le fait d'être), la pensée occidentale a étudié l'« étant » (ce qui est) et elle a expliqué les étants par Dieu, considéré comme l'« étant suprême ». Le Dieu de la métaphysique et de la théologie occidentales est ainsi pour Heidegger un simple étant, bien qu'il ait un statut particulier – celui de fondement du « domaine ontique » (ensemble des étants). La « différence ontico-ontologique », celle de l'être et de l'étant, semble cependant faire écho, y compris aux yeux de Heidegger, à la différence aperçue par saint Augustin et la tradition mystique allemande entre le Dieu créateur et la déité, entre ce qui est cause de l'existant, et le néant ou l'Un au principe même de l'existence. 
Heidegger utilise la notion d'Abgrund (« abîme sans fond ») – notion négative traditionnellement utilisée pour décrire la déité –, afin de donner une image de l'être comme ce qui « fonde » sans constituer pour autant « un fondement » (Grund), « un sol » sur lequel reposerait les choses. Acte de fondation par lequel tout ce qui est est, en vertu duquel l'existence même émerge ou se produit, l'Abgrund est chez Heidegger la métaphore négative du caractère fondamental de l'être, renvoyant aussi bien à l’impossibilité qu’il y a à le retenir dans une essence déterminée qu'à sa propre dissimulation.